# Алфано
Алфано (итал. Alfano) је насеље у Италији у округу Салерно, региону Кампанија.
Према процени из 2011. у насељу је живело 1097 становника. Насеље се налази на надморској висини од 296 м.

## Становништво
Према резултатима пописа становништва 2011. у општини је живело 1.097 становника.
| 1931. | 1936. | 1951. | 1961. | 1971. | 1981. | 1991. | 2001. | 2011. |
| ----- | ----- | ----- | ----- | ----- | ----- | ----- | ----- | ----- |
| 735   | 849   | 1.080 | 1.146 | 1.321 | 1.407 | 1.541 | 1.308 | 1.097 |

## Партнерски градови
- Цермат